# Callanga tenebrosa
Callanga tenebrosa är en skalbaggsart som beskrevs av Lane 1973. Callanga tenebrosa ingår i släktet Callanga och familjen långhorningar. Inga underarter finns listade.